# Lacinipolia vicina
Lacinipolia vicina är en fjärilsart som beskrevs av Augustus Radcliffe Grote. Lacinipolia vicina ingår i släktet Lacinipolia och familjen nattflyn. Inga underarter finns listade i Catalogue of Life.